# Plaza de los Espejos
La plaza de los Espejos es un espacio público de la ciudad española de Segovia.

## Descripción
La plaza está junto a la de la Reina Doña Juana y tiene entrada tanto por la calle del Seminario como por la del Gobernador Llasera. Aparece descrita en Las calles de Segovia (1918) de Mariano Sáez y Romero con las siguientes palabras:

Espejos (Plazuela de los).—Se halla comprendida entre las calles de los Viejos y del Seminario. Toma su nombre de siete espejos, grandes, alargados, que había en la parte alta de la casa que fué palacio de Enrique IV, que es hoy un edificio moderno, de cómoda apariencia. Los espejos estaban al exterior de una galería que tenía unos arcos con reflectores, y en la que se dice se encerraban los leones con que se recreaba el mencionado monarca, tan dado al trato de animales y al apartamiento de los hombres. Merece que la plazuela conserve su nombre, ya que al levantarse la casa que sustituyó al Palacio no quiso su dueño decorar la fachada con espejos que la hubieran caracterizado y que habrían adornado aquel sitio silencioso y con el aspecto propio de Ciudad adentro.
(Sáez y Romero, 1918, p. 72)